# 에스쿱스
에스쿱스(S.COUPS, 본명: 최승철, 崔勝哲, 1995년 8월 8일 ~ )는 세븐틴의 래퍼이자 작사가, 작곡가, 프로듀서이며, 대한민국의 보이 그룹 세븐틴의 공식 체리 이다

## 학교
- 대구상인초등학교 (졸업)
- 상인중학교 (졸업)
- 대진고등학교 (전학) → 서울공연예술고등학교 연기예술과 (졸업)
- 한양대학교 미래인재교육원 (실용음악학전공 K-POP과정 / 졸업)
- 안양대학교 일반대학원 (경영학 통합과정 / 재학)

## 음반 활동

### 랩, 작사, 작곡 및 프로듀싱
- 세븐틴 《 17 CARAT 》 〈Shining Diamond〉
- 세븐틴 《 17 CARAT 》 〈아낀다〉
- 세븐틴 《 17 CARAT 》 〈Ah Yeah〉
- 세븐틴 《 BOYS BE 》 〈표정에스쿱스왜그래]
- 세븐틴 《 BOYS BE 》 〈만세〉
- 세븐틴 《 BOYS BE 》 〈ROCK〉
- 세븐틴 《 Q&A 》 〈Q&A〉
- 세븐틴 《 LOVE&LETTER 》 〈엄지척〉
- 세븐틴 《 LOVE&LETTER 》 〈예쁘다〉
- 세븐틴 《 LOVE&LETTER 》 〈떠내려가〉
- 세븐틴 《 LOVE&LETTER 》 〈사랑쪽지(Love Letter)〉
- 세븐틴 《 LOVE&LETTER 》 〈만.세(Hiphop Team Ver.)〉
- 세븐틴 《 LOVE&LETTER REPACKAGE ALBUM 》 〈끝이 안보여〉
- 세븐틴 《 LOVE&LETTER REPACKAGE ALBUM 》 〈NO F.U.N〉
- 세븐틴 《 LOVE&LETTER REPACKAGE ALBUM 》 〈아주 NICE〉
- 세븐틴 《 LOVE&LETTER REPACKAGE ALBUM 》 〈힐링〉
- 세븐틴 《 GOING SEVENTEEN 》〈붐붐〉
- 세븐틴 《 GOING SEVENTEEN 》〈기대〉
- 세븐틴 《 GOING SEVENTEEN 》〈빠른 걸음〉
- 세븐틴 《 GOING SEVENTEEN 》〈글쎄〉
- 세븐틴 《 GOING SEVENTEEN 》〈웃음꽃〉
- 세븐틴 《 Al1`》〈울고 싶지 않아〉[1]
- 세븐틴 《 Al1`》〈IF I〉
- 세븐틴 《 Al1`》〈Crazy in Love〉
- 세븐틴 《 TEEN, AGE 》〈Change Up〉
- 세븐틴 《 TEEN, AGE 》〈모자를 눌러쓰고〉
- 세븐틴 《 TEEN, AGE 》〈TRAUMA〉
- 세븐틴 《 TEEN, AGE 》〈캠프파이어〉
- 세븐틴 《 DIRECTOR'S CUT 》〈Thinkin' about you〉
- 세븐틴 《 YOU MAKE MY DAY 》〈어쩌나〉
- 세븐틴 《 YOU MAKE MY DAY 》〈Holiday〉
- 세븐틴 《 YOU MAKE MY DAY 》〈What's Good〉
- 세븐틴 《 YOU MAKE MY DAY 》〈우리의 새벽은 낮보다 뜨겁다〉
- 세븐틴 《 YOU MADE MY DAWN 》〈칠리〉
- 세븐틴 《 YOU MADE MY DAWN 》〈숨이 차〉
- 세븐틴 《 A-TEEN2 Part.2 》〈9-TEEN〉
- 세븐틴 《 An Ode 》〈거짓말을 해〉
- 세븐틴 《 An Ode 》〈독 : Fear〉
- 세븐틴 《 An Ode 》〈Let me hear you say〉
- 세븐틴 《 An Ode 》〈Back it up〉
- 세븐틴 《 헹가레 》〈My My〉
- 세븐틴 《 헹가레 》〈어른 아이〉
- 세븐틴 《 Semicoloon 》〈AH! LOVE〉

## 가수 외 활동

### 예능
- 2015년 MBC MUSIC 《세븐틴 프로젝트》
- 2015년 SBS 《백종원의 3대 천왕》
- 2015년 SBS 《런닝맨》
- 2016년 MBC MUSIC 《세븐틴의 어느멋진날 13소년 표류기》
- 2017년 MBC MUSIC 《세븐틴의 어느 멋진날 in japan》
- 2018년 Mnet 《SVT클럽》
- 2020년 MBC 《오! 나의 파트, 너》
- 2023년 유튜브 《나영석의 와글와글》
- 2024년 유튜브 《소통의 神》

### 라디오
- 2015년 SBS 파워FM 《이국주의 영스트리트》
- 2015년 MBC 표준FM 《허경환의 별이 빛나는 밤에》
- 2015년 KBS 쿨FM 《슈퍼주니어의 키스더라디오》

### 뮤직비디오
- 2011년 애프터스쿨 블루 〈 Wonder Boy 〉
- 2011년 손담비 & 애프터스쿨 〈 Love Letter 〉
- 2012년 뉴이스트 〈 FACE 〉
- 2012년 헬로비너스 〈 Venus 〉